# Marcel Hansenne
Marcel Hansenne, född 24 januari 1917 i Paris, död 22 mars 2002 i Fourqueux, var en fransk friidrottare.
Hansenne blev olympisk bronsmedaljör på 800 meter vid sommarspelen 1948 i London.